# 元老院 (日本)
元老院（げんろういん）は、明治初期の日本の立法機関。新法の制定と旧法の改定を行うこととしたが、議案は天皇の命令として正院（後に内閣）から下付され、緊急を要する場合は事後承認するだけになるなど権限は弱かった。構成者は元老院議官と称した。

## 概説

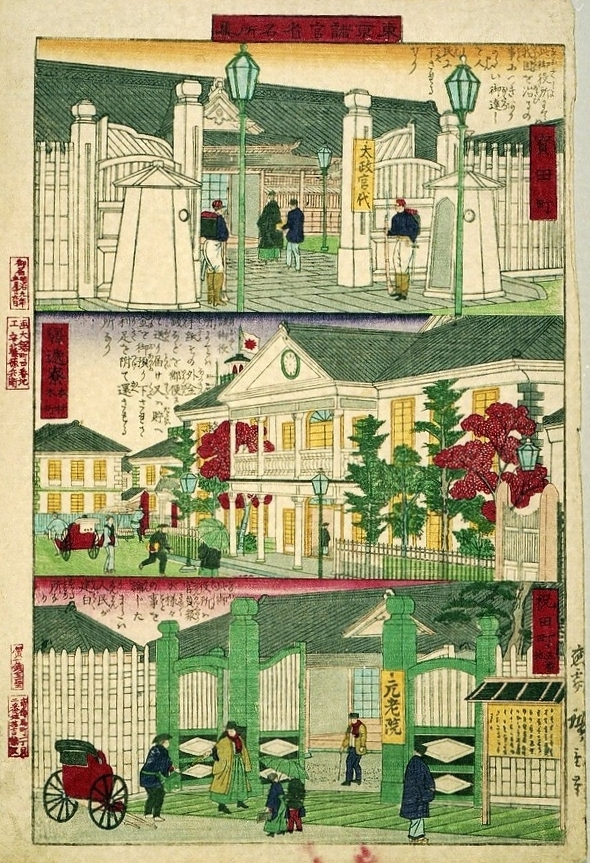
広重による太政官所、駅逓寮、元老院議事堂。

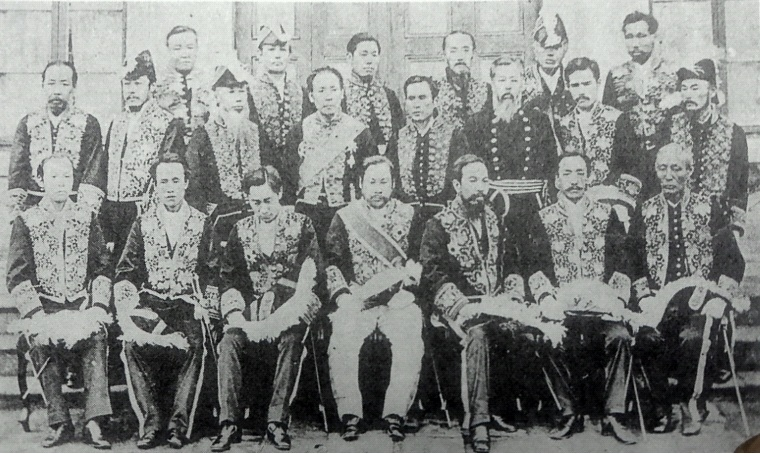
元老院議官の集合写真（1879年）。最前列中央は初代議長有栖川宮熾仁親王。

1875年（明治8年）に井上馨の周旋により成功した大久保利通・木戸孝允・板垣退助らの大阪会議での合意に基づき、続いて出された立憲政体の詔書によって1875年4月25日、左院にかわり設置された。
当初は議長と副議長が各1名置かれ、その他の定員は無制限であり、年俸は議長6000円、副議長4800円、議官が4200円、その他大書記官、権大書記官、各小書記官、各書記生等に年俸が掛かった。報酬は明治通宝等で支払われたが、議長の年俸6000円は、現代は約1.2億円にあたる
。
程なく財政上の都合から同年11月25日に職制が改正され、正副議長各1名とこれを補佐する幹事2名（1886年廃止）、その他の議官28名の計32名が定数とされた。
議長は左大臣の兼務とされたが実際には一度もその事例は無く、設置当初は議長は空席で副議長の後藤象二郎が議長の職務を代行した。1875年11月の改正に伴い、これを補佐するために幹事が新設されて陸奥宗光・河野敏鎌が幹事となった。熾仁親王が議長に就任すると、岩倉具視の要請で1876年（明治9年）9月8日に国憲（憲法）草案起草の勅命が元老院に対して出された。これに基づいて2度の「国憲草案」（1876年10月及び1878年10月）が作成されたが、正院側からは酷評されて採用されなかった。また、このころの元老院の議論は低調で1878年（明治11年）1月20日付の「輿論雑誌」には、元老院でまともに議論をしているのは両幹事（陸奥・河野）と中島信行・細川潤次郎の4名だけと揶揄されている。しかも追い討ちをかけるように6月には幹事の陸奥宗光が立志社の獄の容疑者とされて元老院を追放されたのを機に、正院側から元老院の権力を抑制しようとする動きが現れ、以後正院の干渉を受けるようになった。1880年（明治13年）には会計検査院が創設されたが、議官などの定数は事実上無視され知事や政府高官経験者が次の役職を得るまでの待機ポストの色合いを強める。廃止時には定員が91名にまで増員され、その多くが元老院廃止後にそのまま貴族院議員に転身する。
1890年（明治23年）10月20日、帝国議会開設のため廃止された。元議官は功労と勲位とにより麝香間祗候または錦鶏間祗候という名誉職を与えられた。明治天皇は廃止に際して以下の勅語を与えた。

## 評価
制度的な制約などから主体的・独自的な機能や役割を充分に果たすことは出来なかったという評価が多い。しかし、1876年に国憲起草の詔勅が下され、立法に係わる機関として1890年に廃止されるまで法令審査に努めたこと、明治政府において公論尊重の方針が一貫して存在していたことの証明として元老院は評価される。

## 主な人事

### 議長
| 代 | 肖像 | 氏名             | 在任期間                        | 出身           |
| -- | ---- | ---------------- | ------------------------------- | -------------- |
| 1  |      | 有栖川宮熾仁親王 | 1876年5月18日 - 1880年2月28日   | 皇族           |
| 2  |      | 大木喬任         | 1880年2月28日 - 1881年10月21日  | 佐賀藩         |
| 3  |      | 寺島宗則         | 1881年10月21日 - 1882年7月13日  | 薩摩藩         |
| 4  |      | 佐野常民         | 1882年9月12日 - 1885年12月22日  | 佐賀藩         |
| 5  |      | 大木喬任         | 1885年12月22日 - 1889年12月24日 | 佐賀藩         |
| 6  |      | 柳原前光         | 1889年12月24日 - 1890年10月20日 | 公家（柳原家） |

### 副議長
| 代 | 肖像 | 氏名       | 在任期間                        | 出身             |
| -- | ---- | ---------- | ------------------------------- | ---------------- |
| 1  |      | 後藤象二郎 | 1875年4月28日 - 1876年3月28日   | 土佐藩           |
| 2  |      | 河野敏鎌   | 1878年6月7日 - 1880年2月28日    | 土佐藩           |
| 3  |      | 佐々木高行 | 1880年3月13日 - 1881年10月21日  | 土佐藩           |
| 4  |      | 佐野常民   | 1882年9月12日 - 1885年12月22日  | 佐賀藩           |
| 5  |      | 東久世通禧 | 1882年11月22日 - 1888年6月1日   | 公家（東久世家） |
| 6  |      | 柳原前光   | 1888年6月1日 - 1889年12月24日   | 公家（柳原家）   |
| 7  |      | 楠本正隆   | 1889年12月27日 - 1890年10月20日 | 大村藩           |

### 幹事
1875年11月-1886年3月設置
- 陸奥宗光 1875年11月28日 - 1878年6月10日
- 河野敏鎌 1875年11月28日 - 1878年6月7日
- 柳原前光 1878年6月7日 - 1880年3月8日
- 山口尚芳 1880年3月8日 - 1881年5月28日
- 細川潤次郎 1880年3月8日 - 1881年7月27日
- 東久世通禧 1881年7月12日 - 1882年11月22日
- 河瀬真孝 1882年11月22日 - 1883年6月5日[7]
- 黒田清綱 1882年11月22日 - 1886年3月29日
- 細川潤次郎 1883年6月5日 - 1886年3月29日

## 関連法令
- 元老院官制(明治19年勅令第11号)
- 元老院議長副議長議官書記官官等年俸(明治19年勅令第12号)
- 元老院廃止ノ件(明治23年勅令第255号)
- 元老院議長副議長議官特別賞与ノ件(明治23年勅令第256号)

## 元老院議事堂
1875年12月に丸の内で竣工したが、1890年（明治23年）の元老院の廃止に伴い、取り壊された。